# Контагіозний молюск
Контагіозний молюск (новолат. molluscum contagiosum) — вірусна інфекція, яку спричинює один з вірусів групи поксвірусів. Уражає шкіру й іноді слизові оболонки.
Три різні моделі захворювання спостерігаються у 3 різних верствах пацієнтів: діти, дорослі без імунодефіцитів та хворі зі зниженим імунітетом (діти чи дорослі). Прогноз і терапія для кожної з цих груп різні.
Найчастіше хвороба виникає у дітей у віці від 1 до 10 років. Збудник передається при безпосередньому контакті з хворим або через забруднені предмети вжитку. У типовому випадку у дорослих призводить до утворення на зовнішніх статевих органах, стегнах, сідницях або нижній частині живота вузликів, піднятих над поверхнею шкіри. Вони мають форму півкулі. За забарвленням збігаються з нормальною шкірою або злегка рожеві. У середині півсфери є вдавлення, що чимось нагадує людський пупок. Величина цих безболісних утворів, які з'являються зазвичай через 3-6 тижнів після зараження, варіює від 1 мм до 1 см у діаметрі; вони мають рожево-оранжеве забарвлення з перламутровою верхівкою. При натисканні на вузлик з нього, як із пустули, виділяється воскоподібна пробка. Найчастіше контагіозний молюск не завдає серйозних неприємностей і зникає сам по собі приблизно протягом 6 місяців, тому лікування потрібне не у всіх випадках.

## Історичні факти
Бейтмен вперше описав хворобу в 1817 році, а Патерсон продемонстрував її інфекційну природу в 1841 році. У 1905 році Юліусбург довів її вірусне походження.

## Етіологія
Вірус уражає тільки людину, не переноситься тваринами. За допомогою рестриктивного ендонуклеазного аналізу геномів ізолятів було ідентифіковано 4 типи вірусу контагіозного молюска (MCV-1, MCV-2, MCV-3, MCV-4). З них найбільш поширений MCV-1 (більше 96 %), а MCV-2 — 3 %.
Вірус не можна виростити в культурі тканин або на курячих ембріонах. Він був вирощений на клітинах людської крайньої плоті, прищепленій мишам без тимусу, але не передавався іншим лабораторним тваринам.

## Епідеміологічні особливості
Контагіозний молюск найчастіше зустрічається у дітей, які інфікуються при прямому контакті шкіри до шкіри або непрямому контакті шкіри з такими речами, як банні рушники, губки та спортивне обладнання. Ураження зазвичай виникають на грудях, руках, тулубі, ногах і обличчі. Сотні уражень можуть розвинутися в інтертригінозних областях, таких як пахвові западини. Зрідка можуть виникати ураження на слизових оболонках губи, язика та слизової оболонки щік. Долоні не уражуються. У пацієнтів з атопічним дерматитом може виникнути велика кількість уражень.
Хвороба у дорослих частіше передається при сексуальних контактах. Також може передаватися через воду (наприклад, у басейні). Найбільш сприйнятливими до вірусу є люди з порушеннями функціонування імунної системи. Контагіозний молюск може поширюватися також у процесі чухання або тертя ураженої шкіри.

## Патогенез
Вірус контагіозного молюска реплікується в цитоплазмі епітеліальних клітин, утворюючи цитоплазматичні включення та збільшення інфікованих клітин. Цей вірус уражає тільки епідерміс. Він може потрапити уздовж лінії незначної травми шкіри (наприклад, порізу від гоління), що призводить до уражень, розташованих за лінійною структурою. Цей процес, який називається аутоінокуляцією, також може бути результатом маніпуляцій (розчухування, тертя) пацієнта з ушкодженнями.

## Клінічні прояви
Інкубаційний період триває від 2 тижнів до кількох місяців. Спочатку на шкірі виникають нечутливі, дискретні, дрібні, пласкі вузлики (1,5—2 мм) білувато-жовтого забарвлення з перламутровим відтінком, які швидко стають великими (до 5-7 мм) і приймають форму півкулі з центральним пупкообразним втисненням, яка більш очевидна, якщо їх заморозити рідким азотом. При натисканні на вузлик виходить воскоподібна біла маса, при мікроскопічних дослідженнях якої виявляються дегенеративні овальні епітеліальні клітини з великими протоплазматичними включеннями (молюскові тільця Ліпшютца). Елементи розташовані ізольовано, але можуть зливатися, утворюючи великі бляшки розмірами до 1-2 см (гігантська форма), або розташовуватись на тонкій ніжці (педикулярна форма).
Кількість вузликів частіше варіюється від 1-2 до 10. Описані випадки генералізованого поширення контагіозного молюска, коли кількість елементів досягає кількох десятків. При цьому елементи бувають дрібних розмірів (міліарна форма).
Найчастіше папули, які є безпосередніми ознаками цього захворювання, локалізуються у дітей на обличчі, тулубі та кінцівках, у дорослих — в області геніталій, на животі та внутрішній частині стегон. Найчастіше папули:
- не спричинюють больових відчуттів, але іноді супроводжуються свербежем
- невеликого розміру (від 2 до 5 мм у діаметрі)
- у центрі мають ямочку
- спочатку щільні, куполоподібної форми, тілесного забарвлення, з часом стають м'якішими
- мають серцевину з білого, воскоподібного матеріалу

Контагіозний молюск у людей з нормальною імунною системою зазвичай зникає спонтанно після кількох місяців або років. У хворих на ВІЛ-інфекцію / СНІД або інші хвороби з ураженням імунної системи, утворення, які виникають, можуть бути більшими.
Шкірні утворення контагіозного молюска іноді плутають з утвореннями, зумовленими вірусом акрохордона.

## Діагностика
У типових випадках проводиться візуально. У складних випадках застосовується оптична мікроскопія, досліджується вміст, забарвлений за методом Райта або Романовського—Гімза, виявляють включення («молюскові тільця») у цитоплазмі клітин. Зрідка проводиться біопсія елементу висипу з подальшим патоморфологічним дослідженням.

## Лікування
У пацієнтів без факторів ризику не є обов'язковим. У них контагіозний молюск зазвичай самообмежується і заживає спонтанно за кілька місяців. Окремі ураження зрідка спостерігаються більше 2 місяців. Хоча лікування не потрібне, воно може допомогти зменшити аутоінокуляцію або передачу через близькі контакти та покращити вигляд шкіри. Лікування може бути показано, якщо ураження зберігаються більше 2-х місяців. Терапевтичні методи включають місцеве застосування різних ліків, променеву терапію. Кожна методика може призвести до утворення рубців або післязапальних пігментних змін. Часто необхідні багаторазові сеанси лікування через рецидиви оброблених уражень та/або появу нових уражень. Хоча проведені кохранівські дослідження дійшли висновку, що жодне втручання не виявилося переконливо ефективним у лікуванні контагіозного молюска.
Лікувальні можливості для контагіозного молюска можна розділити на великі категорії, включаючи:
- Доброякісне нехтування.
- Пряма дія на ураження.
- Противірусна терапія.
- Стимуляція імунної відповіді.

Фармакологічне лікування має непрояснену ефективність. Застосовується подофіллотоксин місцево в кремі або розчині. Діє краще у чоловіків, з обережністю його слід використовувати у жінок репродуктивного віку. Якщо висип стає чутливим, набряклим, покритим кірочкою чи гнійним ексудатом, то це вказує на приєднання вторинної бактеріальної інфекції, тоді слід застосувати антибіотик місцево. У ВІЛ-позитивних пацієнтів проводиться інтенсивна антиретровірусна терапія.
Інші методи включають:
- лазеротерапія — має значний лікувальний ефект і невисокий ризик формування рубців чи депігментації уражень;
- кріотерапія рідким азотом — проводиться тоді, коли елементів небагато, проте можливі ускладнення — міхурі чи рубці, зрідка слід повторювати кріотерапію кожні 2–4 тижні;
- кюретаж чи видалення голкою під місцевою анестезією — якщо елементи висипу нечисленні.

На відміну від герпесу, який роками може зберігатися в організмі і давати рецидиви, контагіозний молюск уражає тільки шкіру і повністю зникає після відмирання останнього утворення. Однак імунітет до цього вірусу тимчасовий, і людина може заразитися повторно. Також при уявному зникненню всіх утворень є ймовірність, що збереглися ще кілька маленьких і тому непомічених.